# Raionul Horlivka, Donețk
Horlivka (în ucraineană Горлівський район, transliterat: Horlivskîi raion) este un raion în regiunea Donețk, Ucraina. Are reședința la Horlivka.
Are o suprafață de 2.468,4 km². Populația este de 690.600 locuitori, determinată în 2020.